# Bundesautobahn 392
Die Bundesautobahn 392 (Abkürzung: BAB 392) – Kurzform: Autobahn 392 (Abkürzung: A 392) – auch Braunschweiger Nordtangente genannt – ist eine Autobahn, die im Nordwesten der Braunschweiger Innenstadt verläuft und den Ort Watenbüttel mit der Hamburger Straße verbindet. Sie hat eine Länge von ca. vier Kilometern.
Eine bauliche Besonderheit ist, dass vom Kreuz Ölper kommend die Hauptfahrbahn direkt in die Celler Straße übergeht, die Verlängerung zur Hamburger Straße hingegen an die Nebenfahrbahn angesetzt ist.

## Weiterbau
Ursprünglich war der Weiterbau der A 392 in beide Richtungen zu den Anschlussstellen Watenbüttel und Braunschweig-Ost der A 2 geplant. Hierfür sollte im Westen eine Querung der Okeraue erfolgen. Der Damm der Autobahn endet dort abrupt an der Bundesstraße 214, zu der der Verkehr über eine einspurige Rampe geführt wird. Im Osten war die A 392 als Stadtautobahn mit Anschluss an die ehemals geplante, autobahnähnliche Osttangente vorgesehen, für die beide entsprechende Flächen freigehalten wurden.
Ein Weiterbau der A 392 als Autobahn wird nicht mehr verfolgt, entsprechende Trassenfreihaltungen wurden 2012 aus dem Flächennutzungsplan gestrichen. Gleichwohl ist derzeit an beiden Enden ein Weiterbau als Bundes- bzw. Stadtstraße geplant.

### Aktuelle Planungen

#### Im Westen als Ortsumgehung Watenbüttel
Im Bundesverkehrswegeplan 2030 ist geplant, die A 392 am westlichen Ende als Bundesstraße Ortsumgehung Watenbüttel weiterzuführen. Die Maßnahme ist im vordringlichen Bedarf mit Chance auf Realisierung bis 2030 enthalten.
Für den Weiterbau ist eine 4-spurige Führung zur Ernst-Böhme-Straße in Veltenhof verzeichnet, die dann zur B 214 aufgewertet werden soll. Diese Trasse stellt jedoch nur eine sogenannte Meldelinie dar, welche für den Bundesverkehrswegeplan angegeben werden muss und unter Vorbehalt der Prüfung weiterer Varianten steht. Bei einer früheren Variantenprüfung wurde der angemeldeten Variante ein so geringer verkehrlicher Nutzen bescheinigt, dass durch diesen selbst die, im Vergleich mit anderen geprüften Varianten, geringen Eingriffe und Baukosten nicht gerechtfertigt seien.

#### Im Osten als Stadtstraße bis zum Bienroder Weg
Auf der ehemals vorgesehenen Trasse der A 392 östlich des realisierten Abschnitts ist der Bau einer 2-spurigen Kreisstraße, der sogenannten „Stadtstraße Nord“, zwischen der Hamburger Straße und dem Bienroder Weg geplant.
Der Planfeststellungsbeschluss wurde jedoch erfolgreich beklagt, sodass, Stand Ende 2020, nur für den Teil zwischen Mittelweg und Nordanger Baurecht durch einen Bebauungsplan besteht. Der Stadtrat hat beschlossen, diesen Teil zuerst auszubauen, auch für die restliche Strecke weiterhin das Baurecht anzustreben und die Straße in der ursprünglich geplanten Länge zu realisieren.

### Verworfene Planungen
Für den Weiterbau nach Westen sah die ursprüngliche Planung eine Trasse am südlichen und westlichen Rand Watenbüttels entlang vor, die auf Höhe des Abfall-Entsorgungs-Zentrums in die Celler Heerstraße münden sollte. Diese Trassierungsvariante wird im Rahmen des Bundesverkehrswegeplans 2030 nicht weiter verfolgt.
An der Anschlussstelle Hamburger Straße sind zwar Vorleistungen für einen Weiterbau in Richtung Osten zu erkennen; hier sollte die A 392 ursprünglich bis zur Anschlussstelle Braunschweig-Ost (Berliner Heerstraße) weitergeführt werden. Dabei sollten weitere Anschlussstellen am Bienroder Weg und an der Bevenroder Straße entstehen. Eine Untersuchung, die im Auftrag der Stadt Braunschweig durchgeführt wurde, empfiehlt, die bisherigen Planungen einer verlängerten Autobahn aufzugeben. Es wäre zu erwarten, dass (vor der Zeit des Lückenschlusses der A 39 mit der A 2 im Südosten der Stadt) der Fernverkehr aus dem Hessischen Raum in Richtung Berlin die A 392 als Abkürzung zwischen der A 391 und der A 2 benutzen würde. Auch Verkehr aus Wolfsburg in Richtung Braunschweig-Stadtmitte oder zum VW-Werk Braunschweig würde den Weg über die erweiterte A 392 nehmen. Zusätzlich würden enorme Lärmbelästigungen der Ortsteile zwischen der A 2 und der A 392 entstehen. Außerdem müssten laut der Untersuchung die Baukosten als „erheblich“ eingeschätzt werden, da die zu überquerende Infrastruktur komplex ist. Dagegen steht nur die Entlastung des innerstädtischen Verkehrs im Bereich Rebenring und nordöstlichem Teil der B 248 (Hans-Sommer-Straße, Berliner Straße, Ortsdurchfahrt BS-Volkmarode). Das Gutachten empfiehlt der Stadt stattdessen, zwischen der Hamburger Straße und dem Bienroder Weg eine „normale“ Straße zu bauen, da diese für den Fernverkehr uninteressant sei und sie den Verkehr rund um den Rebenring ausreichend entlastet.